# Patrick Stump
Patrick Martin Stump, född Patrick Martin Stumph den 27 april 1984, från Evanston, Illinois, är en amerikansk musiker, kompositör och musikproducent, också känd som Patrick Vaughn Stump. Han är också känd som sångare och gitarrist i bandet Fall Out Boy.

## Karriär
Under 2001 bildade Stump rockbandet Fall Out Boy tillsammans med Joe Trohman och Pete Wentz. Senare kom nuvarande trummisen, Andy Hurley också in i bandet. När Stump blev medlem i Fall Out Boy, hade han aldrig sjungit i band eller fått sånglektioner förut.
Under 2003 skrev Stump och hans bandmedlemmar kontrakt med Island Records, plus att de släppte en akustisk EP kallad  My Heart Will Always Be the B-Side to My Tongue och DVD 2004. Sent år 2009 uppgavs att bandet tog en paus. Efter det har Patrick gått in för en solokarriär och släppte 18 oktober 2011 sitt debutalbum Soul Punk, i vilken han spelade alla instrument, skrev alla texter och sjöng alla låtar. Albumet är även finansierat och producerat av endast Patrick. Det förgicks av EP:n Truant Wave samma år med låten Porcelain.
Både Patrick Stump och Pete Wentz hintar om att Fall Out Boy mycket väl kan komma att spela in mer material senare.

## Som producent
Som producent har Stump arbetat med band som The Hush Sound och Gym Class Heroes.

## Diskografi (solo)
Studioalbum
- 2011 – Soul Punk

EP
- 2011 – Truant Wave

## Gästframträdanden
| År   | Titel                    | Band                   |
| ---- | ------------------------ | ---------------------- |
| 2002 | "Breakaway"              | Knockout               |
| 2005 | "Second Chances"         | October Fall           |
| 2005 | "Everything Is Alright"  | Motion City Soundtrack |
| 2005 | "Cupid's Chokehold"      | Gym Class Heroes       |
| 2006 | "Clothes Off!"           | Gym Class Heroes       |
| 2006 | "Don't Wake Me Up"       | The Hush Sound         |
| 2006 | "One Day I'll Stay Home" | Misery Signals         |
| 2007 | "One & Only"             | Timbaland              |
| 2011 | Jock Powerviolence       | Weekend Nachos         |
| 2011 | "All Your Heart"         | Transit                |

## Familj
Patrick är son till en amerikansk folksångare och hans föräldrar är skilda. Han har också en bror, Kevin